# 1-ша піхотна дивізія (Канада)
1-ша Канадська дивізія (англ. 1st Canadian Division, фр. 1re Division du Canada), у період 1939—1945 роки — 1-ша піхотна дивізія (Канада) — військове з'єднання, піхотна дивізія канадської армії, що брала найактивнішу участь у Першій та Другій світових війнах.

## Історія

### Перша світова війна
У серпні 1914 року, незабаром після початку Першої світової війни, та вступу Канади в європейський конфлікт, у таборі Валькартьє в Квебеку був сформований перший контингент канадських експедиційних військ. Через два місяці він вирушив до Англії найбільшим трансатлантичним конвоєм. Після прибуття до Сполученого Королівства, з жовтня 1914 до січня 1915 року відбувалося навчання та організаційні заходи стосовно формування піхотної дивізії. 26 січня 1915 року 1-ша канадська дивізія була офіційно заснована під командуванням лейтенант-генерала Едвіна Олдерсона, офіцера британської армії.
Спочатку дивізія складалася з чотирьох піхотних бригад, трьох артилерійських бригад (еквівалентно за чисельністю полкам, що були у Другій світовій війні та після неї), кавалерійського ескадрону, роти велосипедистів, та інших підрозділів забезпечення й підтримки канадської армії. Чисельність дивізії становила 17 873 офіцерів та солдатів, з 4943 конями.
У лютому 1915 року 1-ша канадська дивізія вирушила з рівнини Солсбері в Англії, де проходила злагодження й підготовку, до Франції. У перші три дні березня канадці змінили 7-му британську піхотну дивізію на лівому фланзі британської 1-ї армії лейтенант-генерала сера Дугласа Гейґа в секторі Флербе, перейшовши до оборони понад 6 км траншей та оборонних споруд фронту.
У квітні дивізія передислокувалася на Іпрський виступ, де вона вперше вступила в реальну битву. З 22 квітня дивізія вела запеклі оборонні бої поблизу Сент-Жульєна, де вперше на Західному фронті німці застосували отруйні гази. З важкими боями канадські формування відступили на другу оборонну лінію 26 квітня, де вони протрималися до 4 травня. Друга битва за Іпр коштувала піхотним бригадам канадської дивізії втрати приблизно 5 506 осіб.
Через два тижні дивізія знову билася під Фестюбер. Підтримуючи наступ британських армій, канадці зазнали втрату 2204 людей, просунувшись вперед лише на 600 ярдів. У червні 1915 року — чергові бої під Живанші-ан-Гоелем, після чого дивізія перемістилася до Плоегстерта.
З цього часу канадці тривалий період вели позиційну війну, яка точилася протягом зими. У вересні на фронт прибула 2-га канадська дивізія. Навесні 1916 року знову відновилися активні бойові дії, з'єднання брало участь у битві за гору Соррель.
1 липня 1916 року розпочалася легендарна битва на Соммі, це був найгірший єдиний день в історії британської армії, коли понад 19 000 британських солдатів було вбито та 38 000 поранено. Канадські війська взяли участь у цій великій битві у вересні в районі Позьєр і билися до жовтня. Саме на Соммі вперше на формі канадських військовиків з'явився червоний патч, який носили як розпізнавальний знак.
У квітні 1917 року дивізія билася за хребет Вімі, коли силами канадського корпусу союзники прорвалися на стратегічно важливі висоти. У серпні 1917 року дивізія брала участь у монументальній битві на пагорбі 70. Бої біля Пашендейле тривали до листопада.
Навесні 1918 року німецька кайзерівська армія розпочала вирішальну стратегічну наступальну операцію на Західному фронті. На цей час Канадський корпус перебував у резерві для проведення неминучого контрнаступу. Стоденний наступ, завершальна битва у Першій світовій війні пройшла за активної участі канадських військ. Канадська дивізія билася під Ам'єном, за Дрокур-Кеан та на Північному каналі. Перемир'я 11 листопада 1918 року остаточно завершило Велику війну.
Після капітуляції Німецької імперії 1-ша канадська дивізія увійшла до складу окупаційних військ на правому березі Рейну. На початку 1919 року її повернули назад до Англії, де почалася демобілізація канадських експедиційних сил.
За час Першої світової війни піхотні підрозділи 1-ї дивізії зазнали втрату 52 559 людей унаслідок бойових дій, приблизно 15 055 із них смертельні. 24 солдати дивізії були нагороджені хрестом Вікторії.

### Друга світова війна
У вересні 1939 року дивізія була знову відмобілізована, наразі вона позначається як 1-ша канадська піхотна дивізія, до офіційного вступу Канади у Другу світову війну, поряд з 2-ю та 3-ю канадськими піхотними дивізіями. Дивізія під командуванням генерал-майора Ендрю Макнотона вийшла з Галіфаксу двома конвоями; перший 10 грудня 1939 року, через три місяці після оголошення війни, а другий — 22 грудня 1939 року, та додаткові сили посилення прибули до Англії в лютому 1940 року.
Попри тому, що у Франції ситуація набувала для союзників катастрофічний перебіг подій та у травні 1940 року почалася лихоманкова евакуація розбитого британських експедиційних сил, 1-ша канадська дивізія отримала наказ вирушити до Франції наступного місяця. Окремі підрозділи перебували на французькій землі принаймні до 16 червня, вже після того як Париж був зайнятий німецькими військами. Після повернення до Англії, де 1-ша канадська піхотна дивізія стала єдиною повністю оснащеною та підготовленою силою для оборони Англії у разі вторгнення Німеччини.
У червні 1943 року її перевели на Середземноморський театр війни, де дивізія під командуванням генерал-майора Гая Сімонса після загибелі генерала-майора Гаррі Салмона в авіакатастрофі, брала участь в операції «Хаскі», морській десантній операції з висадки союзників на Сицилію. Дивізія билася пліч-о-пліч з бойовою 51-ю Гірською дивізію у складі британського XXX корпусу 8-ї британської армії генерала сера Бернарда Монтгомері. Загалом у ході Сицилійської кампанії канадська частина зазнала втрату понад 2100 жертв.
Після завоювання Сицилії дивізія перейшла до британського XIII корпусу разом з британською 5-ю піхотною дивізією, а потім висадилася в Калабрії в рамках операції «Бейтаун» на материкову частину Італії. Протягом Італійської кампанії дивізія брала участь у боях за визволення Італії. Найбільш жорстокими були бої за Ортону, де канадцям протистояла німецька 1-ша парашутна дивізія. Протягом Різдва 1943 року в битві за місто обидві сторони зазнали значних втрат, репортер газети «Нью-Йорк таймс» назвав їх «мініатюрним Сталінградом», через жорстокість та запеклість вуличних боїв та великі втрати. У боях канадці зазнали 650 жертв, переважно в 3-й бригаді. До 27 грудня те, що залишилося від Ортони, після днів обстрілів та повітряних бомбардувань було в канадських руках.
Після цього дивізія брала участь в операції «Діадема», четвертій битві під Монте-Кассіно. Підрозділи 1-ї канадської дивізії стали першими з формувань 8-ї армії, що на своїх броньованих автомобілях перетнули лінію Гітлера в травні 1944 року під Понтекорво.
Після важких боїв на Готичній лінії протягом усього літа 1-ша канадська піхотна дивізія провела наступні кілька місяців, у боях у гірській місцевості.
До кінця березня 1945 року всі підрозділи канадської армії, які перебували у складі сил союзників у Середземномор'ї, були передані на Західний фронт, де підрозділи 1-ї піхотної дивізії та 1-ї бронетанкової бригади увійшли до 1-ї канадської армії генерал-лейтенанта Гаррі Крірар. Дивізія продовжувала брати участь у наступі західних союзників до Німеччини, билася за визволення Арнема, й зустрінула завершення війни в Європі незабаром після того, коли 8 травня 1945 року настав День Перемоги в Європі.
Двоє військових 1-ї піхотної канадської дивізії були нагороджені хрестом Вікторії під час Другої світової війни.